# Kabinet-Forlani
Het kabinet–Forlani was de Italiaanse regering van 18 oktober 1980 tot 28 juni 1981. Het kabinet werd gevormd door de politieke partijen Democrazia Cristiana (DC), de Italiaanse Socialistische Partij (PSI), de Sociaaldemocratische Partij van Italië (PSDI) en de Republikeinse Partij van Italië (PRI) na het aftreden van het vorige kabinet, waarna oud-minister van Buitenlandse Zaken Arnaldo Forlani (DC) werd benoemd als de nieuwe premier.

## Kabinet–Forlani (1980–1981)
| Ambtsbekleder                   | Ambtsbekleder          | Ambtsbekleder                    | Functie                                  | Ambtstermijn     | Ambtstermijn     | Partij |
| ------------------------------- | ---------------------- | -------------------------------- | ---------------------------------------- | ---------------- | ---------------- | ------ |
|                                 | Arnaldo Forlani        | Arnaldo Forlani (1925–2023)      | Premier                                  | 18 oktober 1980  | 28 juni 1981     | DC     |
|                                 | Piergiorgio Bressani   | Piergiorgio Bressani (1929–2022) | Secretaris- generaal                     | 4 augustus 1979  | 28 juni 1981     | DC     |
|                                 | Virginio Rognoni       | Virginio Rognoni (1924–2022)     | Minister van Binnenlandse Zaken          | 13 juni 1978     | 4 augustus 1983  | DC     |
|                                 | Emilio Colombo         | Emilio Colombo (1920–2013)       | Minister van Buitenlandse Zaken          | 4 april 1980     | 4 augustus 1983  | DC     |
|                                 | Franco Reviglio        | Franco Reviglio (1935)           | Minister van Financiën                   | 4 augustus 1979  | 28 juni 1981     | PSI    |
|                                 | Beniamino Andreatta    | Beniamino Andreatta (1928–2007)  | Minister van de Schatkist                | 18 oktober 1980  | 1 december 1982  | DC     |
|                                 | Giorgio La Malfa       | Giorgio La Malfa (1939)          | Minister van het Budget                  | 4 april 1980     | 1 december 1982  | PRI    |
|                                 | Adolfo Sarti           | Adolfo Sarti (1928–1992)         | Minister van Justitie                    | 18 oktober 1980  | 23 mei 1981      | DC     |
|                                 | Clelio Darida          | Clelio Darida (1927–2017)        | Minister van Justitie                    | 23 mei 1981      | 4 augustus 1983  | DC     |
| Minister voor Publieke Diensten | Clelio Darida          | Clelio Darida (1927–2017)        | 18 oktober 1980                          | 28 juni 1981     |                  | DC     |
|                                 | Antonio Bisaglia       | Antonio Bisaglia (1929–1984)     | Minister van Economische Zaken           | 4 augustus 1979  | 20 december 1980 | DC     |
|                                 | Filippo Maria Pandolfi | Filippo Maria Pandolfi (1927)    | Minister van Economische Zaken           | 20 december 1980 | 28 juni 1981     | DC     |
|                                 | Lelio Lagorio          | Lelio Lagorio (1925–2017)        | Minister van Defensie                    | 4 april 1980     | 4 augustus 1983  | PSI    |
|                                 | Aldo Aniasi            | Aldo Aniasi (1921–2005)          | Minister van Volksgezondheid             | 4 april 1980     | 28 juni 1981     | PSI    |
|                                 | Vincenzo Scotti        | Franco Foschi (1931–2007)        | Minister van Arbeid en Sociale Zaken     | 4 april 1980     | 28 juni 1981     | DC     |
|                                 | Guido Bodrato          | Guido Bodrato (1933–2023)        | Minister van Onderwijs                   | 18 oktober 1980  | 1 december 1982  | DC     |
|                                 | Rino Formica           | Rino Formica (1927)              | Minister van Transport                   | 4 april 1980     | 28 juni 1981     | PSI    |
|                                 | Franco Nicolazzi       | Franco Nicolazzi (1924–2015)     | Minister van Infrastructuur              | 18 oktober 1980  | 17 april 1987    | PSDI   |
|                                 | Giuseppe Bartolomei    | Giuseppe Bartolomei (1923–1996)  | Minister van Landbouw                    | 18 oktober 1980  | 1 december 1982  | DC     |
|                                 | Oddo Biasini           | Oddo Biasini (1917–2009)         | Minister van Cultuur                     | 4 april 1980     | 28 juni 1981     | PRI    |
|                                 | Michele Di Giesi       | Michele Di Giesi (1927–1983)     | Minister van Communicatie                | 18 oktober 1980  | 28 juni 1981     | PSDI   |
|                                 | Nicola Signorello      | Nicola Signorello (1926–2022)    | Minister van Toerisme                    | 18 oktober 1980  | 4 augustus 1983  | DC     |
|                                 | Antonio Gava           | Antonio Gava (1930–2008)         | Minister voor Parlementaire Betrekkingen | 18 oktober 1980  | 28 juni 1981     | DC     |
|                                 | Enrico Manca           | Enrico Manca (1931–2011)         | Minister voor Buitenlandse Handel        | 4 april 1980     | 28 juni 1981     | PSI    |
|                                 | Vincenzo Scotti        | Vincenzo Scotti (1933)           | Minister voor Europese Zaken             | 4 april 1980     | 28 juni 1981     | DC     |
|                                 | Roberto Mazzotta       | Roberto Mazzotta (1940)          | Minister voor Regionale Zaken            | 18 oktober 1980  | 28 juni 1981     | DC     |
|                                 | Nicola Capria          | Nicola Capria (1932–2009)        | Minister voor Zuid-Italië                | 4 april 1980     | 28 juni 1981     | PSI    |
|                                 | Pier Luigi Romita      | Pier Luigi Romita (1924–2003)    | Minister voor Wetenschaps- beleid        | 18 oktober 1980  | 28 juni 1981     | PSDI   |
|                                 | Francesco Compagna     | Francesco Compagna (1921–1982)   | Minister voor de Koopvaardij             | 18 oktober 1980  | 28 juni 1981     | PRI    |
|                                 | Gianni De Michelis     | Gianni De Michelis (1940–2019)   | Minister voor Staatsdeel- nemingen       | 4 april 1980     | 4 augustus 1983  | PSI    |

De Gasperi II · De Gasperi III · De Gasperi IV · De Gasperi V · De Gasperi VI · De Gasperi VII · De Gasperi VIII · Pella · Fanfani I · Scelba · Segni I · Zoli · Fanfani II · Segni II · Tambroni · Fanfani III · Fanfani IV · Leone I · Moro I · Moro II · Moro III · Leone II · Rumor I · Rumor II · Rumor III · Colombo · Andreotti I · Andreotti II · Rumor IV · Rumor V · Moro IV · Moro V · Andreotti III · Andreotti IV · Andreotti V · Cossiga I · Cossiga II · Forlani · Spadolini I · Spadolini II · Fanfani V · Craxi I · Craxi II · Fanfani VI · Goria · De Mita · Andreotti VI · Andreotti VII · Amato I · Ciampi · Berlusconi I · Dini · Prodi I · D'Alema I · D'Alema II · Amato II · Berlusconi II · Berlusconi III · Prodi II · Berlusconi IV · Monti · Letta · Renzi · Gentiloni · Conte I · Conte II · Draghi · Meloni